# Чжубей
Чжубэй (кит.: 竹北市) — місто в Тайвані, адміністративний центр повіту Синьчжу.

## Географія
Місто знаходиться в північно-західній частині острова, на рівнинній місцевості межиріччя річок Феншаньці і Тоуцяньці, на висоті 30 метрів над рівнем моря.

## Населення
За оцінними даними, на 2006 рік чисельність населення міста становила 119 720.
Динаміка чисельності населення:
| 1989   | 1993   | 1998   | 2003    | 2004    | 2005    | 2006    | 2012    |
| ------ | ------ | ------ | ------- | ------- | ------- | ------- | ------- |
| 64 241 | 71 328 | 85 357 | 100 096 | 105 651 | 112 175 | 119 720 | 158 345 |